# Kumiko Okamoto
Kumiko Okamoto (19 de fevereiro de 1965) é uma ex-tenista profissional japonesa.
Disputou os Jogos Olímpicos de 1988, em duplas ao lado de Etsuko Inoue.